# 史密斯蘭 (愛荷華州)
史密斯蘭（英語：Smithland）是一個位於美國愛荷華州伍德伯里縣的城市。

## 地理
史密斯蘭的座標為42°13′45″N 95°55′55″W / 42.22917°N 95.93194°W，而該地的平均海拔高度為331米（即1086英尺）。

## 人口
根據2010年美國人口普查的數據，史密斯蘭的面積為0.96平方千米，當中陸地面積為0.96平方千米，而水域面積為0.00平方千米。當地共有人口224人，而人口密度為每平方千米233人。